# The Daily Advertiser
The Daily Advertiser war eine frühe englische Tageszeitung. Das Blatt erschien von 1730 bis 1798 in London täglich außer Sonntag in englischer Sprache und wurde von der Druckerei Matthew Jenour herausgegeben. 1755 übernahm Sohn Joshua Jenour die Leitung. Die Ausgaben begannen mit Nummer 1 am 3. Februar 1730 und endeten mit Nummer 21771 am 9. September 1798.